# Azor
Azor (hebreiska: אזור) är en ort i Israel.   Den ligger i distriktet Tel Aviv-distriktet, i den norra delen av landet. Azor ligger 25 meter över havet och antalet invånare är 10 108.
Terrängen runt Azor är platt. Runt Azor är det mycket tätbefolkat, med 1 819 invånare per kvadratkilometer. Närmaste större samhälle är Holon, 3,0 km sydväst om Azor. Runt Azor är det i huvudsak tätbebyggt.